# Cinturón asfáltico de Pucallpa
El cinturón asfáltico de la ciudad de Pucallpa se reconoce al conjunto de vías principales que conecta completamente la ciudad desde el siglo XX. Está ubicado en la provincia de Coronel Portillo donde la vía divisora en los tres distritos es la Avenida Centenario (perteneciente a la Carretera Federico Basadre hacia Lima). La parte norte conocido como cono norte concluyó su construcción en la década de los 1990, y el llamado cono sur en el 2010.
Fue considerado como una de las obras importantes del Gobierno regional de Ucayali para movimiento de carga pesada en la ciudad que no cuenta con una autopista.
Varias vías características comunes como el jirón 7 de Junio que divide al núcleo urbano de su ciudad o la avenida Bellavista en que conecta un mercado ambulante de suministros alimenticios en toda la vía.

## Vías pertenecientes

### Vías centrales
- Vía Puerto Callao-Pucallpa o cono norte:
  - Avenida Yarinacocha (Yarinacocha).
  - Avenida Guillermo Sisley (Callería).
  - Avenida José Faustino Sánchez Carrión (vía media).
- Vía Pucallpa-Lima o central:
  - Avenida Sáenz Peña.
  - Avenida Centenario (Callería).
  - Carretera Federico Basadre (varios distritos).
- Vía San Fernando-Pucallpa o cono sur:
  - Avenida Túpac Amaru (Manantay).
  - Avenida Lloque Yupanqui (vía paralela).

### Alternativas
- Vías horizontales (oeste a este)
  - Avenida Miraflores.
  - Avenida Arbonización.
  - Avenida Colonización.
  - Avenida Unión.
  - Avenida Masiea.
  - Avenida Amazonas.
  - Avenida Bellavista.
- Vías verticales (sur a norte)
  - Jirón Los frutales.
  - Avenida Alfédro Égliton.
  - Carretera antigua a Yarinacocha.
  - Avenida Arbonización.

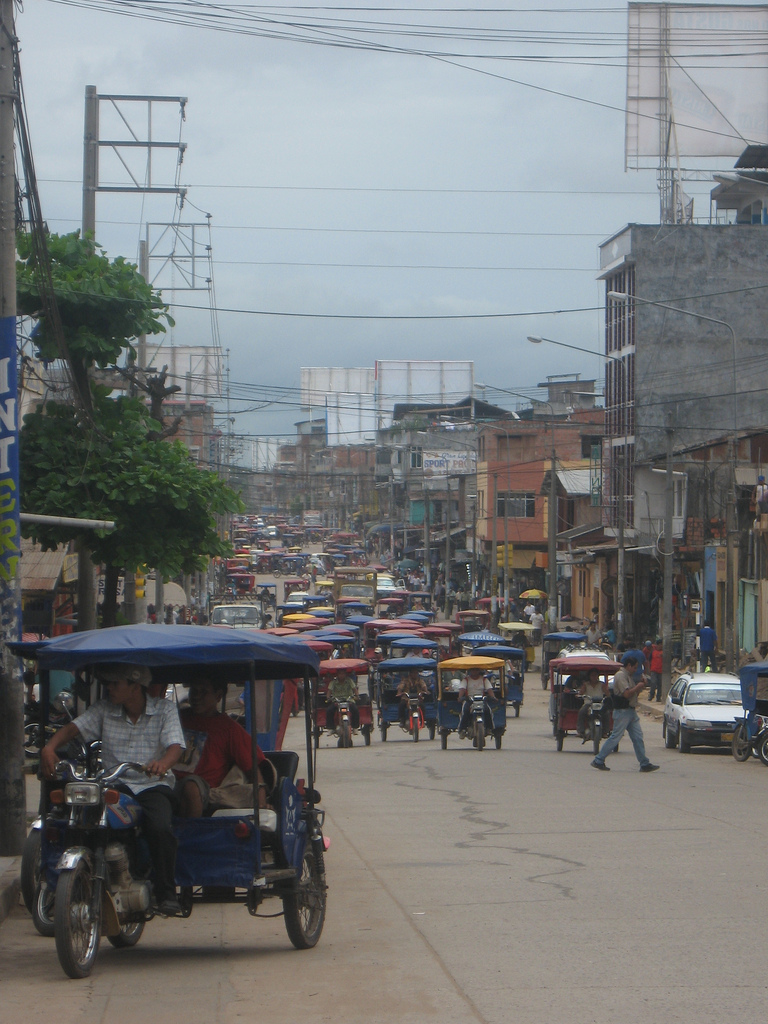
Jirón 7 de Junio, los vehículos transitando en el centro de la ciudad.

- Vías centrales del centro urbano de Pucallpa:
  - Jirón 7 de Junio (N-S).
  - Jirón Taparacá (N-S).
  - Avenida San Martín (NE-S).